# Alba Rosa Viëtor
Alba Rosa Viëtor (Milano, 18 luglio 1889 – Arese, 15 aprile 1979) è stata una violinista, pianista e compositrice italiana naturalizzata statunitense.

## Biografia
Figlia di una famiglia benestante, ultima di 4 figli è adorata da tutta la famiglia che vive prima a Bogolino poi a Saronno dove prematuramente muore il padre nel 1894. La madre torna a Milano dove con fatica continua la vita familiare. Alba Rosa frequenta il Conservatorio di Milano. Nel 1902 lei a la madre seguono il fratello trasferitosi per lavoro a Montevideo; continua a studiare violino e pianoforte e tiene le sue prime esecuzioni in pubblico. Nel 1904 all'età di 14 anni si trasferisce con la madre a Bruxelles per seguire le lezioni con il famoso violinista César Thomson. Nel 1907 ritorna a Montevideo ingaggiata per un tour di concerti per due anni. Successivamente inizia ad insegnare al conservatorio di Buenos Aires. Studia al fianco del creatore del metodo del violino Sevcik, Otakar Ševčík. Uno degli studenti di rilievo del violinista è Jan Kubelík,  mentore successivamente di Alba e alla cui memoria lei ha dedicato la sua Elegie. Nel 1919 si stabilisce definitivamente negli Stati Uniti e sposa Jan Fresemann Viëtor, un uomo d'affari olandese ed abile violinista dilettante.
Dopo una carriera di successo come violinista, nel 1916 Alba suona al pianoforte insieme a Camille Saint-Saëns durante una tournée in Argentina, e a seguito di questo concerto si è dedicata a tempo pieno alla composizione.
Dopo il divorzio nel 1940, diventata membro della National Association for American Composers and Conductors.
Ha composto in modo assiduo per orchestra, voce e vari strumenti solisti. Le sue opere sono state eseguite da diverse orchestre e solisti americani, tra cui la National Gallery of Art Symphony Orchestra e la Frost Symphony Orchestra. Le sue composizioni sono state parte del programma di Charles Ives, Aaron Copland e John Philip Sousa da parte della National Gallery Orchestra nel 1950.
L'elemento distintivo che domina tutto il suo lavoro non è la forma, ma piuttosto, lo stato d'animo che desidera trasmettere con la sua musica. Infatti, Lawrence A. Johnson definisce una delle sue opere più note, Primavera Lombarda (Springtime in Lombardy), "un'intrigante poesia dai toni mediterranei lunatici".

## Archivio personale
Dopo la sua morte, le sue composizioni cadono nell'oblio. Solo grazie all'iniziativa del figlio che è riuscito a far digitalizzare la sua musica dalla Marta & Austin Weeks Music Library dell'Università di Miami, dove sono depositate le sue carte personali,  dal 2009 le sue composizioni sono eseguite più frequentemente. 

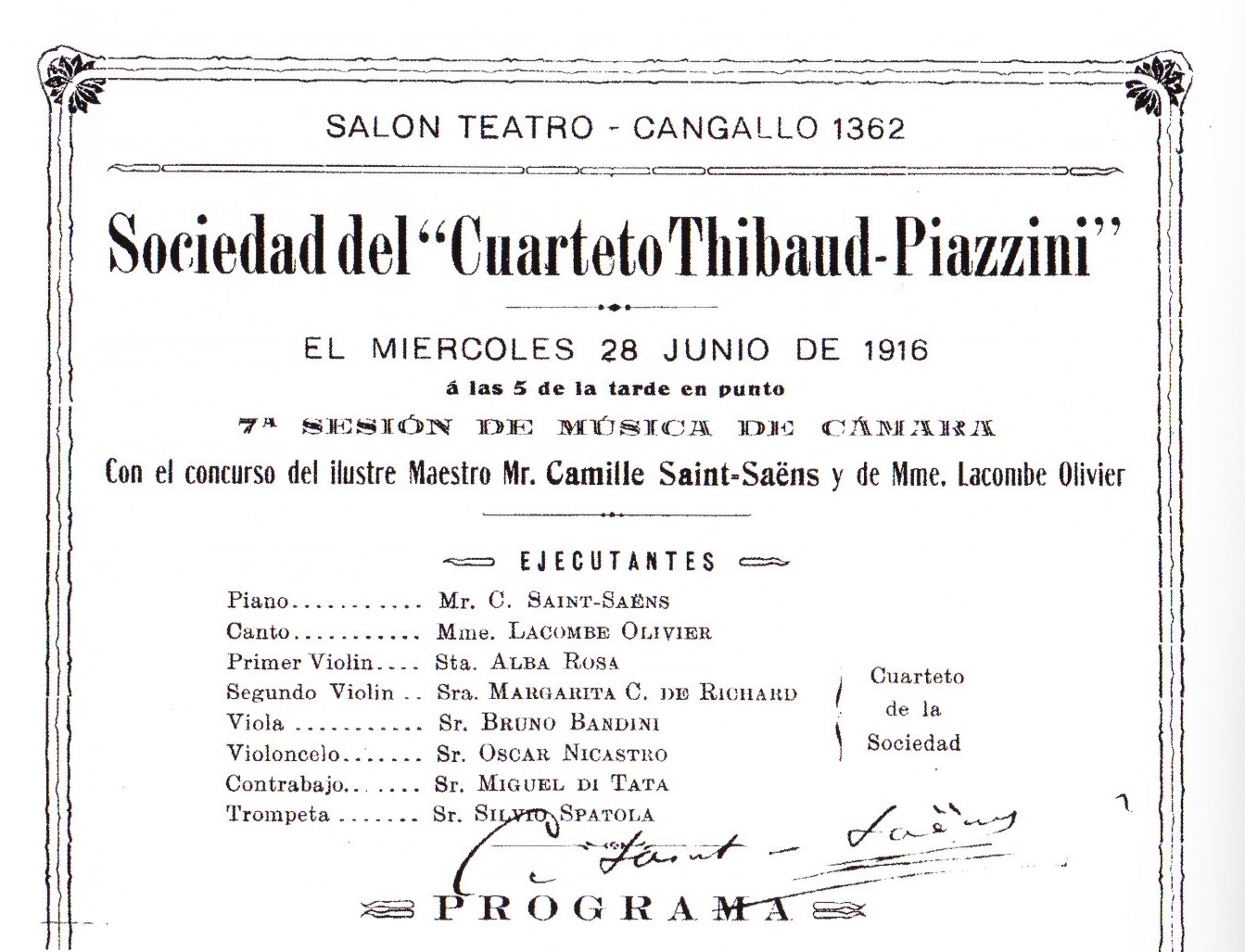
Alba Rosa Viëtor suonò con Saint Saëns in Argentina nel 1916

## Fondazione Alba Rosa Viëtor
Fondata da Mary van Veen-Viëtor, Hermance Viëtor e Maarten van Veen nel 2009 n Olanda per promuovere la diffusione della sua musica ed incoraggiare l'improvvisazione e la composizione di musica, soprattutto per mano di compositrici. La Fondazione ha pubblicato un libro, The Story of Alba Rosa Viëtor: Violinist and Composer 1889–1979 (2009), che include scritti riguardanti le sue opere a cura di Paul Janssen e Peter Fraser MacDonald. In aggiunta, è stato anche pubblicato un CD con una registrazione del Trio per pianoforte Op. 8 del Trio Storioni.
Nel 2014, la Fondazione ha promosso un festival semestrale di musica da camera, chiamato "Alba Rosa Viva!" con l'obiettivo di far conoscere le sue opere, ma far anche conoscere altre compositrici donna poco suonate nelle sale di musica classica. Il Festival è un'iniziativa del direttore artistico Reinild Mees, che aveva già messo sotto i riflettori la musica di Alba Rosa Viëtor durante la Women's Music Marathon al Concertgebouw di Amsterdam.
La Fondazione organizza anche il Concorso biennale di composizione nominato "Alba Rosa Viëtor" al quale possono partecipare compositori fino ai 35 anni di età, i quali vengono valutati da una giuria presieduta dal compositore Willem Jeths. Le composizioni di chi accede alla finale della gara vengono eseguite durante il festival.

## Composizioni

### Opere per pianoforte solista
- Capriccio 1914
- Piccolo Danza 1914
- Gavotta Rococo 1916
- Tema Fugato 1916
- Valse Lente 1916
- Studio (Etude) 1917
- Allegro Appassionato 1918
- Barcarola (A gen) 1918
- Eileen’s Refrain 1935
- Indian Dance 1935
- Calma 1936
- Nocturne 1936
- Tin Soldiers 1936
- Truitje Danst op Klompies 1936
- Scherzo 1937
- Incertezza 1939
- Danse Grotesque 1946
- Sonata 1948
- Variations On London Bridge 1950
- Plainte Chromatique I+II 1951
- Playground 1951
- Preludio 1951
- Five Sketches 1953
- Children Singing 1965
- Making Money 1965
- Dreams 1965
- Billy’s Prayer 1966
- Frolics 1966
- Richiamo [Remembrance] 1972
- Pezzi 1973
- Dialogue 1977

### Opere per violino e pianoforte
- Giuochi 1916
- Valse Romantique 1939
- Canzonetta 1939
- Elegie [in memory of Jan Kubelik] 1941
- Rhapsody 1952

### Opere per musica da camera
- Canzonetta, (1939) pianoforte, violino, violoncello
- Quintetto in La Minore, (1940) pianoforte, quartetto d'archi
- Duetto Fugato all'Antica, (1950) due pianoforti
- Piano Trio in A minor, (1951) pianoforte, violino, violoncello
- Intermezzo, (1952) violino I, violino II, viola, violoncello, contrabbasso
- Little Suite, (1952) pianoforte, violino I, violino II
- Evening Bells, (1956) carillon
- Chimes at Dusk, (1956) violino, viola
- Four [Humoristic] Sketches, (1957) pianoforte, violino I, violino II
- Little Poem, (1958) violino I, violino II, viola
- Recitativo, (1959) violino I, violino II, viola
- Serenade In Pre-Modern Style, (1961) timpani, arpa, violino I, violino II
- Duet, (1962) flauto, clarinetto
- Toddler at Play, (1966) flauto, violino, pianoforte, percussioni
- Billy's Prayer, (1967) flauto, clarinetto Sib, fagotto
- Four Pieces, (1968) [2 strumenti]
- Suite, (1969) pianoforte, flauto, violino, violoncello
- Ritornello, (1976) oboe, pianoforte
- Tarantella, (1976) oboe, pianoforte
- Popolino, (1979) clarinetto, pianoforte

### Opere per orchestra
- Primavera Lombarda 1949
- Mediolanum 1950
- The Blue Bird Suite 1951
- Symphonietta [Sinfonietta] 1959
- Ballet Suite (Tabloid) 1960
- Five Symphonic Sketches 1962

### Opere vocali[7]
- To A Violinist 1940
- Wall Street [Testo di Burton] 1940
- High Flight [Testo di Magee] 1941
- Virgilian Spring [Testo da Virgil] 1941
- Invocation 1945
- Forget Me Not 1945
- Dedication [Testo di Roche] 1945
- Chiusa (Longing) 1947
- Rimpianto 1947
- Malia 1955
- To My Darling 1957
- The Meadow Lark 1958
- Nostalgia 1959
- Little Refrain 1960
- Two Choral Songs 1961
- My Birthday Song 1962
- L'orgoglio 1963
- Rhythm Song 1963
- Goodbye To Naples 1967
- Two Poems 1973

### Opere per pianoforte
- Valse De Salon 1936
- Tango Habernera 1949
- Noche De Verano (Tango) 1949
- Paraphrase On “South Pacific” 1949

## Note

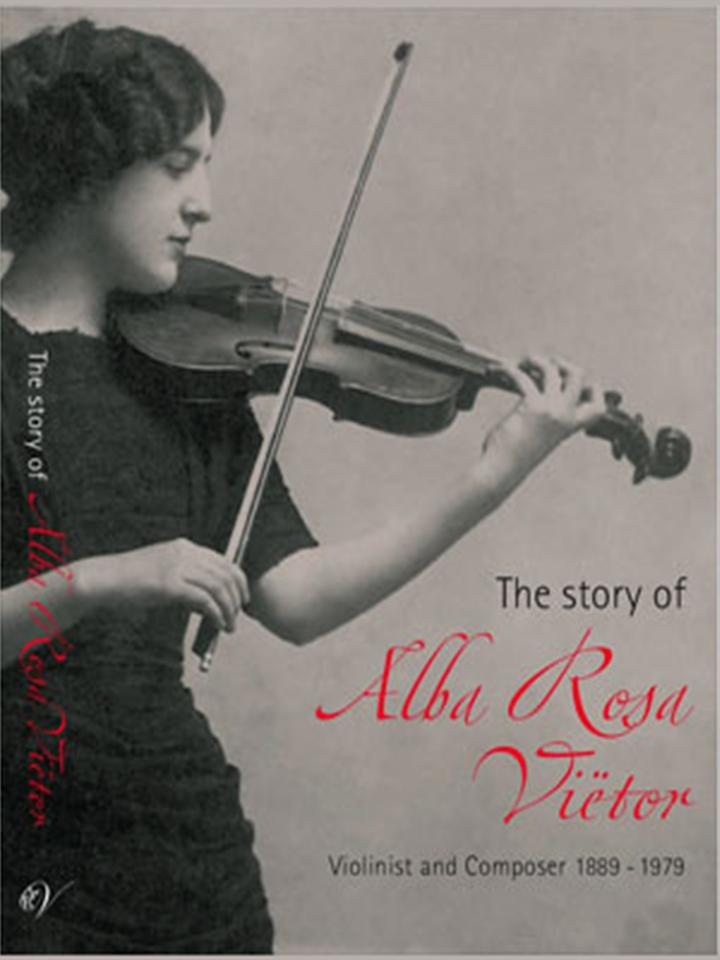
copertina del libro